# NGC 1503
NGC 1503 este o galaxie lenticulară situată în constelația Reticulul. A fost descoperită în 2 noiembrie 1834 de către John Herschel. Se află la o distanță de 80,64 de megaparseci de Pământ.